# 68 av. J.-C.
Cette page concerne l'année 68 av. J.-C. du calendrier julien proleptique.

## Événements
- 18 octobre 69 av. J.-C. (1er janvier 686 du calendrier romain) : début à Rome du consulat de Lucius Caecilius Metellus Caprarius et Quintus Marcius Rex[1].
- Le consul Marcius Rex est envoyé en Cilicie avec trois légions et une flotte pour combattre les pirates (68-67 av. J.-C.)[2].
- Été : seconde campagne de Lucullus en Arménie. Il assiège Artaxata, l’ancienne capitale, mais se heurte à un ennemi qui le harcèle sans cesse, sans pouvoir le saisir. Son armée, épuisée et décimée par la rigueur du climat, se mutine et il doit se retirer en Mésopotamie pour se ravitailler. Il assiège et prend Nisibe où il passe l’hiver[2].

- Fin de l’année : Mithridate VI reconquiert son royaume avec une petite armée. Le légat Fabius est défait et assiégé dans Cabira, puis est dégagé par Triarius ; pendant l’hiver, la population du Pont se rallie à Mithridate[2].
- Caius Antius Restio, tribun de la plèbe, fait voter la lex Antia sumptuaria, une loi contre le luxe ; elle interdit aux magistrats d'assister aux banquets, dans une tentative de contenir la corruption politique.

## Naissances
- Sextus Pompée, général romain (date approximative).

## Décès
- Cornelia Cinna, dame romaine, première épouse de Jules César.